# Université du Nangarhâr
L'université du Nangarhâr (en pachto : د ننګرهار پوهنتون) est une université publique afghane située à Jalalabad, dans la province du Nangarhâr.سرحرود

## Source
- (en) Cet article est partiellement ou en totalité issu de l’article de Wikipédia en anglais intitulé « Nangarhar University » (voir la liste des auteurs).